# Jul i Nederländerna
Jul i Nederländerna  har många traditioner, bland annat med närliggande decembertraditionen med Sinterklaas.
Kerstmis är nederländska, och motsvarar det som i Sverige kallas julafton. Ordet Kerstmis används vanligen av katoliker, och ordet Kerstfeest av protestanter. Med Kerstmis firas Jesu födelse, framför allt som den beskrivs i Lukas- och Matteusevangelierna. Kerstmis firas den 25 december. 26 december betraktas som annandag jul.